# 340-я пехотная дивизия (вермахт)
340-я пехотная дивизия (нем. 340. Infanterie-Division) — тактическое соединение сухопутных войск нацистской Германии периода Второй мировой войны.
Была создана 16 ноября 1940 года и поначалу использовалась как стационарная дивизия, лишь со второй половины 1942 года применялась по своему прямому назначению. В статусе пехотной дивизии весь свой жизненный цикл провела на Восточном фронте, где будучи разгромленной, прекратила своё существование в конце лета 1944 года. В сентябре того же года была восстановлена как 340-я народная пехотная дивизия (340. Volksgrenadier-Division), которая оказывала сопротивление союзникам на Западном фронте почти до конца Второй мировой войны.

## Формирование и боевой путь
Была сформирована в рамках четырнадцатой волны мобилизации в ноябре 1940 года на территории Шлезвига, X военный округ, хотя в источниках местом дислокации указывается Кёнигсберг, I округ. Треть личного состава была взята из 68-й пехотной дивизии, два батальона прибыло из 170-й дивизии, ещё один батальон поступил из 290-й дивизии.
Изначально 340-я дивизия позиционировалась как стационарная и базировалась в Гамбурге до мая 1941 года, затем была переведена в Северную Францию, в район Па-де-Кале. Год спустя, в июле 1942 года, переброшена на южный сектор Восточного фронта, где планировалось широкомасштабное наступление. 10 июля она поступила в распоряжение 7-го корпуса 2-й армии группу армий «B». Участвовала в наступлении на Воронеж. Уже в августе была включена в 13-го армейский корпус. В его составе сражается на Курской дуге, под Киевом, Житомиром, Винницей. Во время отступления из Киева несёт тяжёлые потери, для восполнения которых в 340-ю дивизию вливаются остатки разгромленных 327-й и 337-й пехотных дивизий.
В начале февраля 1944 года дивизия занимала крайний левый фланг фронта группы армий «Юг», была по-прежнему не укомплектована по штату, состояв из трёх пехотных и двух артиллерийских батальонов. Спустя четыре месяца, в ходе Львовско-Сандомирской операции попала в окружение под Бродами, из которого с потерями смогла вырваться.
Ввиду невосполнимых потерь дивизия была выведена в тыл, размещена в районе города Стоянув (в котором находился штаб дивизии) и в июле 1944 года переформирована в 340-ю дивизию.
9 сентября 1944 года реорганизация в 340-ю народную пехотную дивизию была завершена, личный состав был дополнен за счёт 572-й народной пехотной дивизии. Остаток войны она провела на Западном фронте, где участвовала в Арденнской операции, вела бои под Бастонью и Айфельских горах, постепенно отступая в южную Германию.
Сдалась в плен американцам, в Рурском котле в апреле 1945 года. Немногочисленные остатки, избежавшие окружения были включены в 4-ю дивизию RAD (второе название — пехотная дивизия «Гюстров»), недолговечное формирование имперской службы труда, созданное в конце апреля 1945 года, а уже в мае захваченное в плен британскими войсками в Мекленбурге. Штаб 340-й пехотной дивизии возглавил столь же непродолжительное соединение — пехотную дивизию «Шарнхорст», капитулировавшую американцам 2 мая.

## Организация
| 340-я пехотная дивизия (1940) - 694-й пехотный полк - 695-й пехотный полк - 696-й пехотный полк - 340-й артиллерийский полк - 340-й инженерный батальон - 340-й противотанковый дивизион - 340-й разведывательный батальон - 340-й батальон связи - 340-й отряд снабжения (1943—1944) - 694-й пехотный полк - 695-й пехотный полк - 696-й пехотный полк - 769-й пехотный полк - 340-й стрелковый батальон - 340-й артиллерийский полк - 340-й инженерный батальон - 340-й запасной полевой батальон - 340-й противотанковый дивизион - 340-й разведывательный батальон - 340-й батальон связи - 340-й отряд снабжения | 340-я народная пехотная дивизия - 694-й пехотный полк - 695-й пехотный полк - 696-й пехотный полк - 340-й стрелковый батальон - 340-й артиллерийский полк - 340-й инженерный батальон - 340-й запасной полевой батальон - 340-й противотанковый дивизион - 340-й разведывательный батальон - 340-й батальон связи - 340-й отряд снабжения |

## Командующие
340-я пехотная дивизия
- генерал-лейтенант Фридрих-Вильгельм Нойман (15 ноября 1940 — 1 марта 1942)
- генерал-лейтенант Виктор Кох (1 марта 1942 — 1 ноября 1942)
- генерал-лейтенант Отто Бутце (1 ноября 1942 — 24 февраля 1943)
- генерал-лейтенант Йозеф Приннер (24 февраля 1943 — 25 октября 1943)
- генерал-лейтенант Вернер Эриг (25 октября 1943 — 16 июня 1944)
- генерал-майор Отто Бойтлер (16 июня 1944 — 21 июля 1944) (погиб в бою под Бродами)

340-я народная пехотная дивизия
- генерал-лейтенант Теодор Тольсдорф (1 сентября 1944 — 1 апреля 1945)